# Ian Ziering
Ian Andrew Ziering (Newark, 1964. március 30.–) amerikai színész, szinkronszínész.
Leginkább a Beverly Hills 90210 című televíziós sorozatból ismert, melyben 1990–2000 között Steve Sanderst alakította. 2013–2018 között a Sharknado filmsorozatban Fin Shepard szerepét osztották rá. 2019-ben a DC Comics Blue Devil nevű szuperhősét alakította a Mocsárlény: A sorozat című televíziós sorozatban.

## Fiatalkora és családja
A New Jersey állambeli Newarkban született Muriel (1925-1998) és Paul M. Ziering (1921-2008) pedagógus, zenekarvezető és szaxofonos három fia közül a legkisebbként. Két bátyja van, Jeff és Barry. Zsidó származású, családja Oroszországból és Ausztriából származik.
A New Jersey állambeli West Orange-ban nőtt fel, 1982ben a West Orange High Schoolban érettségizett. 1988-ban szerzett diplomát a William Paterson Egyetemen.

## Magánélete
1997 júliusában vette feleségül Nikki Schieler Playboy-modellt. Kibékíthetetlen ellentétekre hivatkozva 2002 februárjában adták be a válókeresetet. Nikki szerint a különválás nem zajlott békésen, és nem kapott semmilyen támogatást vagy segítséget a költözésben.
2010. február 3-án Ziering bejelentette eljegyzését Erin Ludwiggal. A pár 2010. május 28-án a kaliforniai Newport Beachen tartott szertartáson házasodott össze. Két lányuk született, 2011. április 25-én és 2013. április 25-én. 2019. október 31-én Ziering bejelentette, hogy különvált párjától. A válást 2022 októberében véglegesítették.

## Filmográfia

### Film
| Év   | Magyar cím                               | Eredeti cím                                | Szerep                           | Magyar hang     |
| ---- | ---------------------------------------- | ------------------------------------------ | -------------------------------- | --------------- |
| 1981 | Végtelen szerelem                        | Endless Love                               | Sammy Butterfield                | Lippai László   |
| 1995 | Savate – Vadnyugati pankrátorok          | Savate                                     | Cain Parker                      | Szokol Péter    |
| 1995 | Keleti harc                              | No Way Back                                | Victor Serlano                   | Fazekas István  |
| 1996 |                                          | Mighty Ducks the Movie: The First Face-Off | Wildwing (hangja)                |                 |
| 2005 | Domino                                   | Domino                                     | önmaga                           | Gáspár András   |
| 2005 |                                          | Six Months Later                           | Michael                          |                 |
| 2006 |                                          | Stripped Down                              | Francis                          |                 |
| 2006 |                                          | Man vs. Monday (rövidfilm)                 | Dan Smith                        |                 |
| 2007 | Azték Rex – Az őslény legendája          | Tyrannosaurs Azteca                        | Cortes                           | Szatmári Attila |
| 2009 |                                          | Step Seven (rövidfilm)                     | Richard Miller / Abraham testvér |                 |
| 2011 | 301, avagy Maxiplusz, a legnagyobb római | 301, avagy Maxiplusz, a legnagyobb római   | Herekleitosz                     | Dévai Balázs    |
| 2012 | Apa ég!                                  | That's My Boy                              | Donny TV-s változata             |                 |
| 2012 |                                          | McKenna Shoots for the Stars               | Mr. Brooks                       |                 |
| 2013 |                                          | Snake & Mongoose                           | Keith Black                      |                 |
| 2014 |                                          | Christmas in Palm Springs                  | Teddy                            |                 |
| 2016 |                                          | Killer Deal (rövidfilm)                    | Nick Steel                       |                 |
| 2017 |                                          | F the Prom                                 | Ken Reede                        |                 |
| 2019 |                                          | Malibu Rescue                              | Gavin Cross                      |                 |

### Videójátékok
| Év   | Cím                  | Szerep                  | Megjegyzés                   |
| ---- | -------------------- | ----------------------- | ---------------------------- |
| 2003 | Freelancer           | Edison Trent (hangja)   | Xbox Game Studios            |
| 2007 | Biker Mice from Mars | Vinnie (szinkronszerep) | PlayStation 2 és Nintendo DS |

## Fordítás
- Ez a szócikk részben vagy egészben  az   Ian Ziering című angol Wikipédia-szócikk fordításán alapul.  Az eredeti cikk szerkesztőit annak laptörténete sorolja fel. Ez a jelzés csupán a megfogalmazás eredetét és a szerzői jogokat jelzi, nem szolgál a cikkben szereplő információk forrásmegjelöléseként.